# Lake Wildwood
|  | No s'ha de confondre amb Wildwood Lake. |

Lake Wildwood és una concentració de població designada pel cens al comtat de Nevada (Califòrnia, EUA) amb 4.868 habitants al cens del 2000 tenia .

## Demografia
Segons el cens del 2000, Lake Wildwood tenia 4.868 habitants, 2.157 habitatges, i 1.688 famílies. La densitat de població era de 614,2 habitants/km².
Dels 2.157 habitatges en un 18,5% hi vivien nens de menys de 18 anys, en un 71% hi vivien parelles casades, en un 5,3% dones solteres, i en un 21,7% no eren unitats familiars. En el 18,5% dels habitatges hi vivien persones soles l'11,8% de les quals corresponia a persones de 65 anys o més que vivien soles. El nombre mitjà de persones vivint en cada habitatge era de 2,26 i el nombre mitjà de persones que vivien en cada família era de 2,52.
Per edats la població es repartia de la següent manera: un 16,4% tenia menys de 18 anys, un 3,3% entre 18 i 24, un 13,9% entre 25 i 44, un 29,6% de 45 a 60 i un 36,9% 65 anys o més.
L'edat mediana era de 57 anys. Per cada 100 dones de 18 o més anys hi havia 89,8 homes.
La renda mediana per habitatge era de 58.290 $ i la renda mediana per família de 61.972 $. Els homes tenien una renda mediana de 53.162 $ mentre que les dones 34.167 $. La renda per capita de la població era de 32.167 $. Entorn de l'1,9% de les famílies i el 3% de la població estaven per davall del llindar de pobresa.

## Poblacions properes
El següent diagrama mostra les poblacions més properes.